# 베른트 브룬호퍼

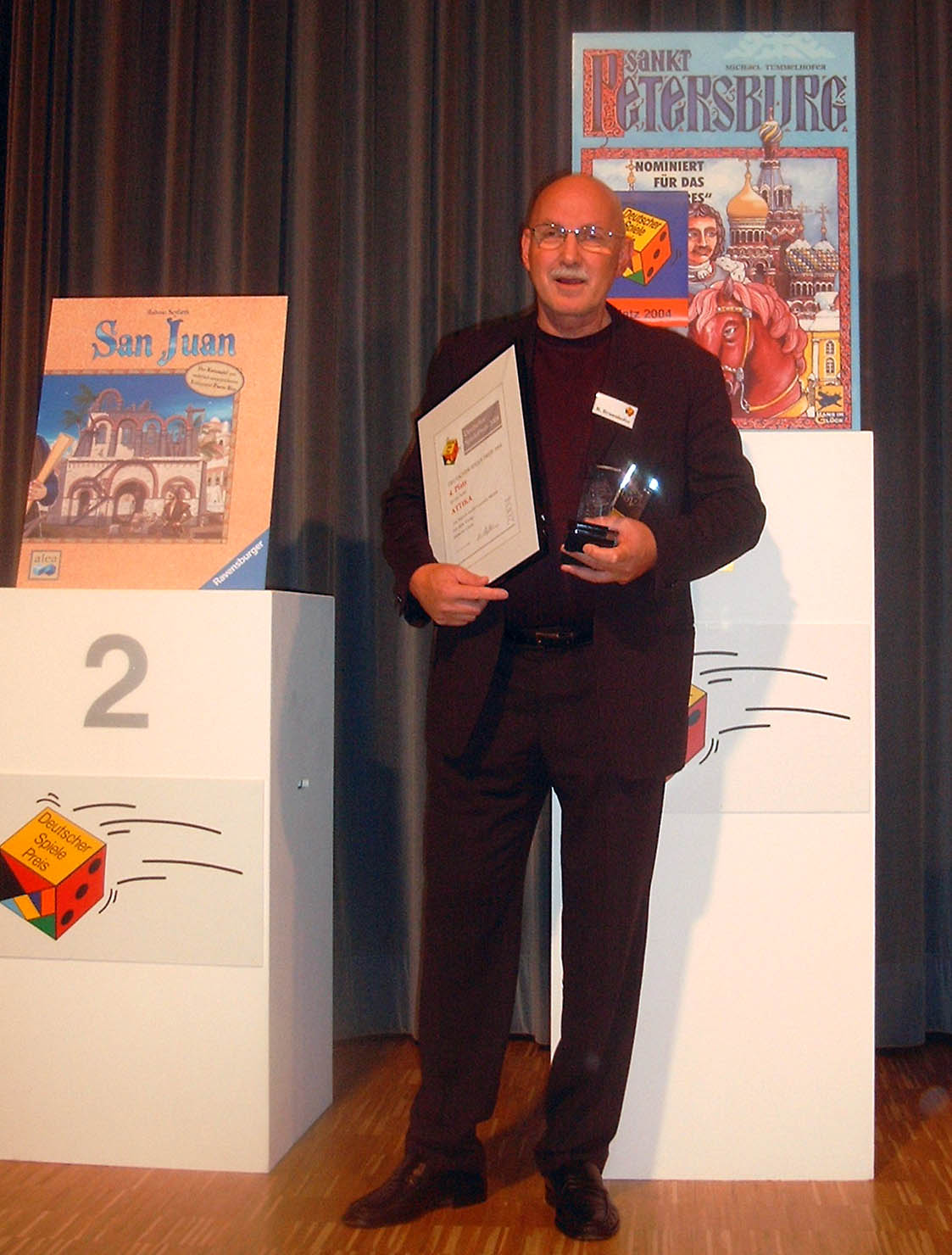
베른트 브룬호퍼

베른트 브룬호퍼(독일어: Bernd Brunnhofer, 1946년 오스트리아 그라츠 ~ )는 독일의 보드 게임 디자이너이다. 보드 게임 석기시대의 개발자로 잘 알려져 있다.

## 출시 게임
- 석기시대
- 상트페테르부르크
- 산후안 (안드레아스 자이파르트와 함께)